# ماروشلله
ماروشلله (به مجاری:  Maroslele) یک شهرداری در مجارستان است که در ناحیه ماکو واقع شده‌است. ماروشلله ۲٬۰۸۴ نفر جمعیت دارد.